# Brzostowo (województwo wielkopolskie)
Brzostowo [bʐɔs'tɔ.vɔ](niem. Brostowo 1942-45: Arnshöh) – wieś w Polsce położona w województwie wielkopolskim, w powiecie pilskim, w gminie Miasteczko Krajeńskie. Sołtysem wsi jest Jakub Krawiec.

## Położenie
Brzostowo znajduje się w północno-zachodniej Polsce, blisko rzeki Noteci, na terenie krainy historycznej Krajna. Położone jest w północnym skraju Doliny Noteci.

### Podział administracyjny
Brzostowo składa się z trzech części, których nazwy wciąż funkcjonują, jednak nie są to oficjalne integralne części wsi. Pierwszym z nich jest Brzostowo Stare z pałacem, zabytkowym parkiem i gospodarstwem, kiedyś należącym do szkoły rolniczej, później do PGR, obecnie zaś jest własnością gminy, która użycza majątek ZSCKR im. Michała Drzymały. W pobliskim lesie można natknąć się resztki kaplicy cmentarnej rodziny Berlinicke. W nowszej części znajdują się bloki mieszkalne. Trzecia część wsi zwana jest Marianowem. Tu niegdyś znajdował się folwark.
Podział Brzostowa na stare i nowe nastąpił w 1576 roku. Nie wiadomo do kiedy trwał, ale wiadomo że kiedy Otto Berlincke był właścicielem, to Brzostowo było całe. Jednak w 1911 roku nastąpił znowu podział związany ze sprzedaniem Nowego Brzostowa niemieckiej Komisji Kolonizacyjnej.

## Przyroda
Na terenie Brzostowa znajduje się kilka chronionych obiektów przyrody:
| nr. | nazwa                 | opis |
| --- | --------------------- | --- |
| 1   | Czerwone Bagna        | Data ustanowienia: 2005-09-01, Opis granicy: RDLP Piła Nadl. Kaczory oddz. 391 wydz. i j, Powierzchnia: 3.49ha                  |
| 2   | Torfniaki Solnówskie  | Data ustanowienia: 2005-09-01, Opis granicy: RDLP Piła Nadl. Kaczory oddz. 367 wydz. b, Powierzchnia: 3.24ha                    |
| 3   | Zgniłe Jezioro        | Data ustanowienia: 2005-09-01, Opis granicy: RDLP Piła Nadl. Kaczory oddz. 557 wydz. c, Powierzchnia: 1.13ha                    |
| 4   | Bagno Ustronie        | Data ustanowienia: 2005-09-01, Opis granicy: RDLP Piła Nadl. Kaczory oddz. 458 wydz. d, Powierzchnia: 1.42ha                    |
| 5   | Czarne Jezioro        | Data ustanowienia: 2005-09-01, Opis granicy: RDLP Piła Nadl. Kaczory oddz. 392 wydz. d f, Powierzchnia: 3.5ha                   |
| 6   | Linki                 | Data ustanowienia: 2012-05-31, Opis granicy: RDLP Piła Nadl. Kaczory oddz. 423 wydz. g oddz. 458 wydz. c, Powierzchnia: 5.72 ha |
| 7   | Torfowisko Żurawiniec | Data ustanowienia: 2005-09-01, Opis granicy: RDLP Piła Nadl. Kaczory oddz. 411 wydz. d, Powierzchnia: 3.71 ha                   |
| 8   | Dolina Noteci         | Data ustanowienia: 1989-07-01, Powierzchnia: 72072.0 ha                                                                         |

## Historia

### Pochodzenie nazwy
Nazwa pochodzi od lasu brzostowskiego, znajdującego się na terenie wsi.

### Okres sprzed powstania państwa polskiego
Najstarsze ślady osadnictwa odnaleziono w miejscu zwanym Kurzą Górą. Była to rozdrobniona broszka. Prawdopodobnie jest to pochodna bogato zdobionych reliefowych broszek, form najczęściej notowanych w Danii. Może być datowana nie wcześniej niż na 2 ćwierć IV wieku. Najprawdopodobniej ukazuje ona przemieszczanie się grup ludzkich szlakiem biegnącym z południowej Skandynawii do regionu leżącego na południe od Karpat.

### Okres staropolski
Pierwsze wzmianki o Brzostowie pochodzi 1420 r. Właścicielem prawdopodobnie był Jan Brzostowski, świadek Zygmunta z Budziszewa. Po 1439 roku właścicielem był Święszek Pałuka. W 1445 roku właścicielem był Domarat z Mościsk, a po 1445 synowie Drogosława po ojcu zwanymi Drogoszami Brzostowskimi. W XV w. Brzostowo było miastem. Księgi grodu nakielskiego mówią, że do parafii Brzostowskiej należy: Miasteczko Krajeńskie, Grabowo(Grabówno), Grabionna, Dębowo, Morzewo, Wolsko, Borządkowo. Od 1484 proboszczem był Paweł z Woli. Brzostowo miało wtedy 22 łany ziemi. Notatka z 25 maja 1512 roku, dotycząca wizyty w tutejszej parafii arcybiskupa gnieźnieńskiego, stwierdza, że należały do niej: Grabówno, Grabionna, Morzewo, Dziembowo, Wysoka i Miasteczko. W latach 1512–1529 od parafii odłączyło się Miasteczko Krajeńskie. Od 1578 roku Brzostowo należało do parafii w Miasteczku. W tym samym roku część Brzostowa należała Piotra Potulickiego, wojewody kaliskiego(12 łanów, w tym 1 opustoszały). Druga część należała do Stefana Chrząstowskiego(ok. 2,5 łana, uprawianych zapewne przez folwark). Wieś leżała wtedy w powiecie nakielskim, województwa kaliskiego. W 1580 r. dział Piotra Potulickiego przeszła do J. Wałdowskiego. potem w 1653 Stefan Grzybowski, a w 1695 P. Zagrocki. W XVII w. we wsi było 8 właścicieli gruntów, płacących na rzecz kościoła po 4 rzeszetniki żyta i po 2 owsa. W latach 1724–1740 wieś stanowiła własność rodziny von Goltz, między innymi należała do Herninga Bernharda von Goltz, rotmistrza Jego Królewskiej Mości, a potem Karola von Goltz. W 1740 Brzostowo zostało sprzedane za 120 000 talarów Antoniemu Szembekowi ze Słupowa, kasztelanowi nakielskiemu. Jego następcą majątku w 1762 został biskup płocki Krzysztof Hilary Szembek (ur. 1722 w Białej k. Trzcianki). Był szacownym uczestnikiem obiadów czwartkowych u króla Stanisława Poniatowskiego, senatorem, członkiem Rady Nieustającej i uczestnikiem Sejmu Czteroletniego. Zdaniem Józefa Wybickiego był to „najprzykładniejszy nieomylnie kapłan w kraju”. Jako jeden z nielicznych polskich biskupów odmówił złożenia przysięgi wierności konfederacji targowickiej. Zmarł w dniu 5 września 1797 w Krakowie.

### Okres rozbiorów
W 1779 roku na mocy sądu wójtowskiego w Łobżenicy, wieś została skonfiskowana na rzecz rządu pruskiego. Właścicielem Brzostowa został wtedy Zygmunt Krystian Grossheim. Dziesięć lat później nowy właścicielem został Peter Arndt. W 1830 roku wieś została przejęta (albo kupiona) przez Annę Wüstenberg. W tym samym roku na swoich łąkach przy drodze z Miasteczka Krajeńskiego do Noteci wydzieliła 30 parceli, każda po 15 mórg. To działanie miało na celu osiedlenia się niemieckich kolonialistów. Koszt parceli wynosił 175 talarów, rozłożone na 75 lat spłaty. Nie było zbyt wielu chętnych, ponieważ zbudowano jedynie 11 zagród. Kolonie nazywała się Sophiadamm. W 1893 roku dzieci z Sophiadamm, uczęszczający do szkoły w Brzostowie Starym, zostali przeniesieni do szkoły w Miasteczku Krajeńskim, a w 1895 r. kolonia została włączona do Miasteczka Krajeńskiego. W 1836 należała do Luisa Staenerta z Halle, w 1853 Ferdynand Rosenau, który przekazał sukcesję Ottonowi Rosenau w 1875 roku. Od tego ostatniego Brzostowo nabył w roku 1890 Otto Berlinicke (zwany dzisiaj Berlinkiem), który wybudował obecny pałac i kościół protestancki, zburzony po II wojnie światowej. Za jego czasów zbudowano też katolicki kościół w Miasteczku Krajeńskim, którego był patronem. Jak wynika z ksiąg parafialnych Otto Berlinicke wzbraniał się bardzo przed finansowaniem tej budowy. Podobno był bardzo zadufanym i skąpym człowiekiem, nikt więc nie współczuł mu, gdy jako bankrut, z jedną walizką, opuszczał Brzostowo. W roku 1911 sprzedał je niemieckiej Komisji Kolonizacyjnej. Na otrzymanych wówczas od rządu parcelach osiedliło się 120 rolników i rzemieślników narodowości niemieckiej. Legenda głosi, że Berlinicke nie miał szczęśliwej ręki do gospodarowania, co przywiodło go do bankructwa.

### Dwudziestolecie międzywojenne
Następnie Brzostowo należało do Niemca – Ewalda Ketusa. Sąd Okręgowy w Bydgoszczy w 1923 roku nakazał jego eksmisję. Ketus miał obowiązek obsiać ziemię przed opuszczeniem majątku, gdyby tego nie spełnił, nie otrzymał by ze Starostwa w Wyrzysku zgody na wyjazd do Niemiec. Majątek zamierzał kupić Władysław Łysakowski. Jednakże Okręgowy Urząd Ziemski w Poznaniu cofnął swój dekret przyznający majątek Łysakowskiemu i wydzierżawił go ks. Kazimierzowi Malińskiemu z Poznania. Ksiądz prowadził w Brzostowie ośrodek wypoczynkowo-filantropijny dla ubogiej młodzieży. Miał kłopoty z regularnym opłacaniem dzierżawy, co sprawiło, że długi przekroczyły wartość majątku. Dla Okręgowego Urzędu Ziemskiego zalegał z kwotą 933,14 zł. W związku z tym urząd wymówił mu dzierżawę. W tym czasie posiadłość podupadła i zostało z niej 400 mórg, czyli 100 hektarów ziemi. Leżący w szpitalu nieuleczalnie chory ks. Maliński uprosił Wacława Popiela aby przejął jego własność w Brzostowie. Jak opowiada legenda ksiądz nie mógł umrzeć dopóki nie odda majątku w dobre ręce. Dopiero jak Brzostowo przejął Popiel ksiądz zmarł, a w tym czasie w Miasteczku same dzwony biły w kościele. Niekorzystne przejęcie Brzostowa miało pośrednio wpływ na ubezwłasnowolnienie gospodarcze Popiela w latach 30. XX wieku. Kolejny i zarazem ostatni właściciel majątku Brzostowo był człowiekiem surowym, skromnym i bardzo bogobojnym. Zmarł w niemieckim nazistowskim obozie koncentracyjnym Stutthof koło Gdańska, a jego grób znajduje się w gdańskiej dzielnicy Zaspa, na Cmentarzu Ofiar Hitleryzmu.
W 1924 roku w Brzostowie zostało założone Towarzystwo Powstańców i Wojaków.

### II wojna światowa
1 września 1939 roku ok. godziny 9 wojska niemieckie wkroczyły do Brzostowa. Były one prowadzone przez Wilhelma Sonnenburga, mieszkańca Miasteczka Krajeńskiego, który uciekł do Niemiec wiosną 1939 roku, żeby przejść odpowiednie szkolenie. Armia Niemiecka maszerowała z Grabówna przez Brzostowo do Miasteczka.
Na odcinku drogi z Brzostowa do Miasteczka, koło cmentarza ewangelickiego, doszło do potyczek pomiędzy patrolem niemieckim a Józefem Kuflem, mieszkańcem Brzostowa. Żołnierze niemieccy widząc go oddali kilka strzałów z broni automatycznej, raniąc go w nogę. Józef Kufel, posiadając broń, strzelił kilkakrotnie w kierunek przeciwników. Potem przedostał się na drugą stronę szosy i będąc w polu kukurydzy i w rowie odpływowym dostał się na teren probostwa w Miasteczku Krajeńskim. Spotkał tam ks. Feliksa Niedbała. Ksiądz namawiał go, żeby się schronił w kościele, ale odmówił. Postanowił więc przedrzeć się do Białośliwia. Okazało się, że zostało już zajęte, więc wrócił do swojego domu w Brzostowie. Niemcy przez prawie całą wojnę poszukiwali go, ale nigdy go nie znaleźli. Większość czasu ukrywał się w Bydgoszczy.
W 1942 roku Brzostowa do końca wojny nazywało się Arnshöh, z powodu zniemczania nazw polskich miejscowości.
W związku z porażką 3 Rzeszy na froncie wschodnim i ofensywa armii czerwonej, wieczorem 20 stycznia 1945 r. kreisleiter(powiatowy szef NSDAP) nakazał niemieckiej ludności Miasteczka i okolic przygotowanie się do ewakuacji. 23 stycznia na te tereny wkroczył oddział wojsk niemieckich, mający na celu osłaniać odwrót Niemców. 25 stycznia szpica wojsk radzieckich 12 Korpusu Pancernego Gwardii dotarła do Grabówna, kierując się do Piły. Znajdował się tam oddział wojsk niemieckich, z którym zaczęli walczyć i wygrali. Poległo ok. 25 żołnierzy niemieckich, a tylko jedna osoba uszła z życiem, informując bazę w Miasteczku o klęsce. Następnie oddział niemców wycofał się w kierunku Piły. Radzieckie oddziały pod dowództwem nieznanego z nazwiska majora wyzwoliły Miasteczko 27 stycznia i przekazali władzę Polakom. 30 stycznia do Miasteczka Przybył radziecki komendant, kapitan Lulichen, który stworzy władzę ludową na terenie miasta i gminy. 9 maja odbyło się nabożeństwo dziękczynne, z okazji kapitulacji Niemców.

### Po 1945
W 1972 roku na polecenie władz polityczno-administracyjnych ówczesnego województwa bydgoskiego i powiatu wyrzyskiego został rozebrany. Dewastacji uległa także neogotycka kaplica grobowa rodziny Rosenau(budowla była tak zbudowana, że nie udało się jej zniszczyć), a zniszczeniu drugi duży grobowiec (rodziny Berlinicke) i okalające kościół nagrobki. Opuszczony teren, obsadzony szpalerem lip na powierzchni ok. 0,43 ha porosły liczne samosiewy. Rozporządzeniem Rady Ministrów dnia 1 stycznia 1973 roku gmina Miasteczko Krajeńskie utraciła prawa miejskie i została wcielona do gminy Białośliwie. Stało się w przeddzień jubileuszu 500 – lecia uzyskania praw miejskich. Mieszkańcy nie pogodzili się z tym faktem. 2 grudnia 1991 roku Miasteczko Krajeńskie ponownie stało się stolicą gminy, fakt ten z satysfakcją został przyjęty przez mieszkańców. Brzostowo administracyjnie znowu należało do gminy Miasteczko Krajeńskie.
W latach 1975–1998 miejscowość administracyjnie należała do województwa pilskiego.

## Demografia
Z danych na rok 2011 wynika, że Brzostowo miało 592 mieszkańców (co stanowiło 18,2% mieszkańców gminy), w tym 49% kobiet, a 51% mężczyzn. Wskaźnik feminizacji wynosił 96. 62% ludzi jest w wieku produkcyjnym (67,6% w wieku mobilnym i 32,4% w niemobilnym) oraz 48% w wieku nieprodukcyjnym (w tym 22,3% w wieku przedprodukcyjnym i 15,7% w wieku poprodukcyjnym). Pierwsze dane mówiące o demografi Brzostowa pochodzą z 1766 roku. W Brzostowie było wtedy 96 katolików oraz 106 ewanglików, czyli razem 202 osoby.

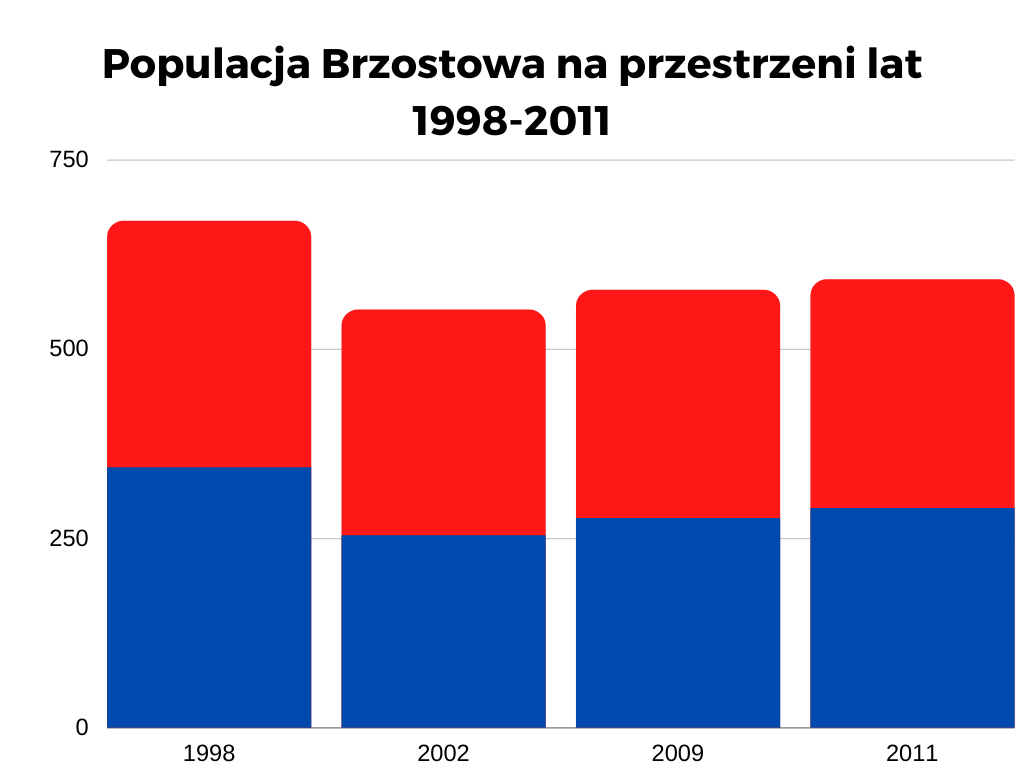

## Infrastruktura
W Brzostowie od 2010 roku znajduje się oczyszczalnia ścieków. Jej przepustowość wynosi: średnio 480 m³/dobę, maksymalnie 625 m³/dobę oraz 175 200 m³/rok. Jest to oczyszczalnia mechaniczno-biologiczna zapewniająca odbiór wszystkich ścieków powstałych na terenie gminy. Działa również ochotnicza straż pożarna, która w 2020 roku została laureatem konkursu „Działania proekologiczne i prokulturowe w ramach strategii rozwoju województwa wielkopolskiego”. Za zorganizowanie Festynu ekologiczno-pożarniczego w Brzostowie otrzymali 8000 zł. OSP wyposażone jest w samochód lekki GLM – Lublin oraz samochód lekki LRT – Ford Transit. Na terenie wsi znajduje się wodociąg.

## Zabytki

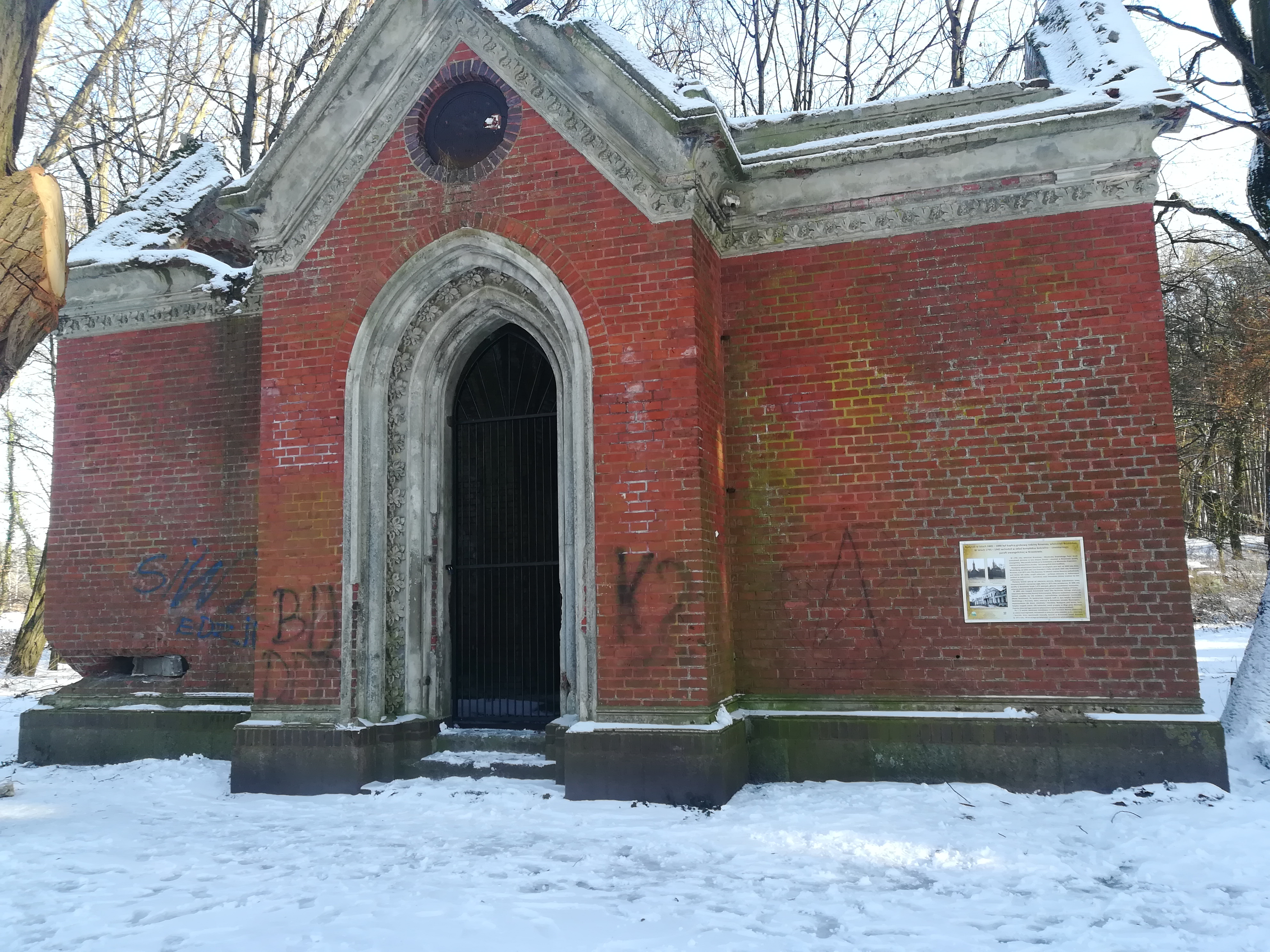
Kaplica rodziny Rosenau

Na terenie Brzostowa znajduje się wiele zabytków. Jednym z nich jest kaplica grobowa rodziny Rosenau. Jest ona związana z kościołem ewangelickim, którzy był obok. Został wybudowany przez Piotra Arndta w 1795 roku (poświęcony 5 listopada), jako kościół ewangelicki. 6 sierpnia 1864 roku spłonął od uderzenia pioruna. Po tym wydarzeniu Ferdynand Rosenau nakazał budowę nowego kościoła w tym samym miejscu, ale z czerwonej cegły, który został poświęcony 15 czerwca 1873 roku. Podczas II wojny światowej armia niemiecka miała tam punkt obserwacyjny. Była to przyczyną ostrzału kościoła przez Armię Czerwoną. Na polecenie władz polityczno-administracyjnych ówczesnego województwa bydgoskiego i powiatu wyrzyskiego został rozebrany w 1972 roku. Dewastacji uległa także neogotycka kaplica grobowa rodziny Rosenau, a zniszczeniu drugi duży grobowiec (rodziny Berlinicke) i okalające kościół nagrobki. Opuszczony teren, obsadzony szpalerem lip na powierzchni ok. 0,43 ha porosły liczne samosiewy.

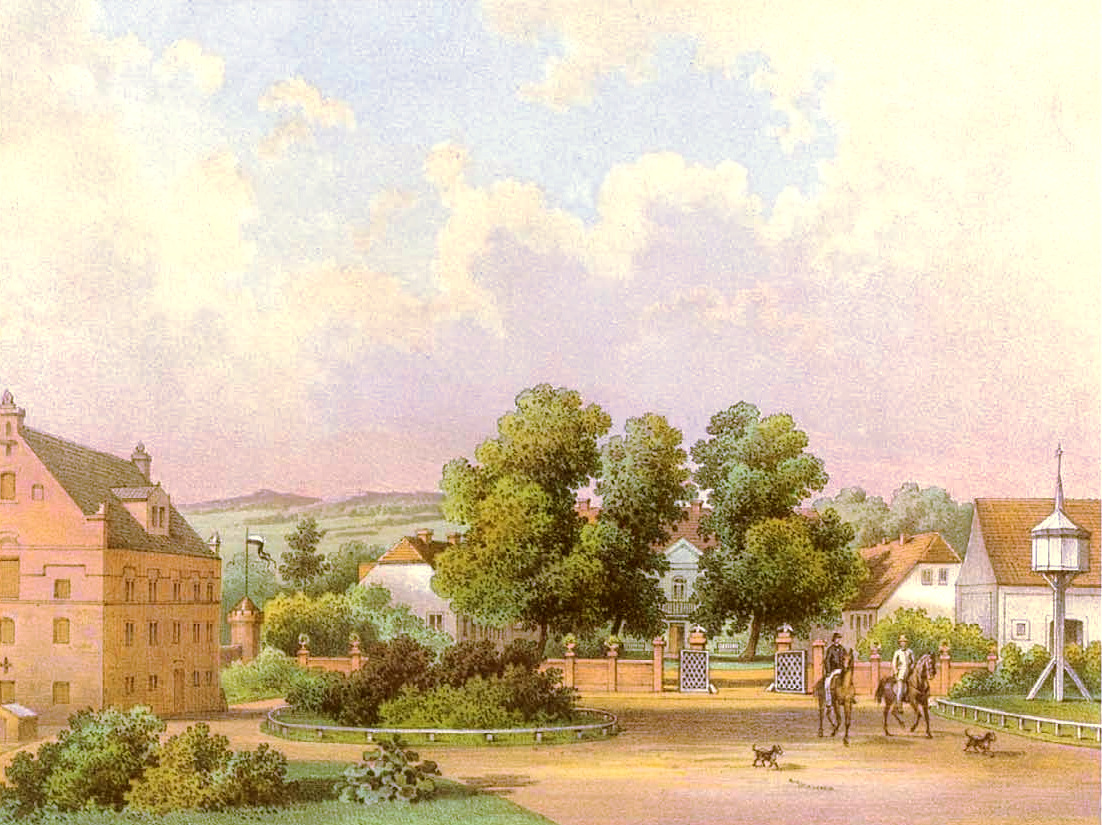
Pałac w Brzostowie – Aleksander Duncker (data namalowania 1857–1883)

Kolejnym zabytkiem jest pałac z około 1900 roku, kiedy właścicielem Brzostowa był Otto Berlincke. Został przebudowany po pożarze w 1964 roku. W elewacji frontowej ozdobiony jest czterokolumnowym portykiem. W pałacu w 1945 roku utworzono szkołę rolniczą. Przy szkole utworzono gospodarstwo pomocnicze, które działało do 1990 roku. Następnie odłączono je od szkoły i utworzono samodzielny PGR. Po dwóch latach doszło do jego upadku. Syndyk sprzedał cały majątek ruchomy i ogłosił w 1992 roku przetarg na sprzedaż nieruchomości (ziemia 289 ha i podwórze z zabudowaniami) za cenę wywoławczą 400 milionów złotych. Sprzedanie w prywatne ręce gospodarstwo stało by się podstawą likwidacji szkoły rolniczej w Brzostowie. Z pomocą przyszedł wnuk Wacława Popiela (byłego właściciela wsi) – Paweł Górski, który złożył roszczenie majątkowe uniemożliwiające sprzedaż. Przetarg został odwołany. Ziemie w większości przekazano sąsiednim rolnikom, a pozostałe 20 ha i zabudowania przeszły w zarząd szkoły. Paweł Górski prosił aby w zamian za przysługę utworzono w Brzostowie Uniwersytet Ludowy. Taki powstał i działa do dziś. Otrzymał imię Wacława Popiela. Potomkowie właściciela, kiedyś wyrzuceni z majątku, przyszli szkole z pomocą. Obecnie szkoła rolnicza podlega Ministerstwu Rolnictwa i Rozwoju Wsi. Utworzono Zespół Szkół Centrum Kształcenia Rolniczego im. Michała Drzymały, który prężnie się rozwija.

## Kultura
W Brzostowie od wielu lat prowadzone są dożynki gminne oraz odpusty. Mieszkańcy kultywują tradycje ludowe, wzornictwo, stroje, przyśpiewki. Integrują się m.in. przez Stowarzyszenie „Morena”.
W 1924 roku w Brzostowie istniało Towarzystwo Powstańców i Wojaków. Zajmowała się ono: pielęgnowaniem pamięci poległych w czasie powstania wielkopolskiego i w późniejszych walkach podczas ustalania granic Rzeczypospolitej Polskiej; rozszerzaniem idei niepodległości państwa polskiego i budzeniem poczucia obowiązków obywatelskich wśród młodszego pokolenia; skupieniem wszystkich obywateli danej miejscowości i obywateli, którzy brali udział(bezpośredni lub pośredni) w powstaniu wielkopolskim oraz wszystkich wojaków, którzy służyli w wojsku na podstawie poboru; podtrzymywaniem ducha solidarności i braterstwa poprzez zgromadzenia, wykłady, odczyty, obchody świąt i rocznic narodowych; rozwijaniem tężyzny cielesnej przez ćwiczenia wojskowe, zgodnie z regulaminami i przepisami obowiązującymi w armii polskiej; podtrzymywaniem wśród członków gotowości niesienia czynnej pomocy armii polskiej w razie potrzeby; udzielaniem członkom pomocy materialnej i moralnej.
Ważnym wydarzeniem w historii towarzystwa było uroczyste nadanie i poświęcenia sztandaru, do którego doszło 26 kwietnia 1924 r. To wydarzenie relacjonował "Dziennik Bydgoski" z dnia 7 maja 1924 roku, nr 106:
„Tydzień temu, w niedzielę 26 kwietnia, odbyła się u nas uroczystość poświęcenia sztandaru T-wa Powstańców i Wojaków z Brzostowa. Na uroczystość tę zjechały liczne delegacje z sąsiednich miast, a z Bydgoszczy raczył przybyć dowódca dywizji, p. gen. Jung. Pana Generała powitano na dworcu z należytym szacunkiem, przyczem panna Bierka Generał zrobiwszy przegląd ustawionych w szeregi towarzystw i korporacyj miejscowych, przyłączył się do pochodu, który w długim pięknym orszaku udał się z muzyką na czele do kościoła, gdzie podczas uroczystego nabożeństwa ks. prob. Niedbał wygłosił uroczystościowe piękne kazanie. Przy poświęceniu sztandaru asystowali pp. Kaczorowska i Helak. Po nabożeństwie zgromadzono się tłumnie przed pomnikiem na rynku, gdzie przemawiał p. gen. Jung, a imieniem obywateli: p. Szantruczek z Miasteczka. Następnie odbyło się uroczyste posiedzenie. Przewodniczył na nim p. Hamerliński z Brzostowa. Sprawozdanie zaś z działalności Koła Powstańców zdawał p. Radoński. Delegaci składali kolejno życzenia. Wieczorem odprowadzono gości z Bydgoszczy z muzyką na dworzec i zgotowano ukochanemu Generałowi wielką owację”.

## Oświata i nauka
We wsi znajduje się 1 Technikum (Zespół Szkół Centrum Kształcenia Rolniczego w Brzostowie), w którym w 5 oddziałach uczyło się 114 uczniów (46 kobiet oraz 68 mężczyzn). W 2018 zarejestrowano 25 absolwentów. Dla porównania w 2008 roku we wsi Brzostowo placówkę miały 2 Technika, w których w 7 oddziałach uczyło się 123 uczniów (54 kobiety oraz 69 mężczyzn). W 2008 zarejestrowano 48 absolwentów.

## Religia
Brzostowio były i są osoby wyznania katolickiego i ewangelickiego. W 1766 roku w Brzostowie było 96 katolików oraz 106 ewanglików, czyli razem 202 osoby.

### Katolicyzm
Pierwsze pisane wzmianki na temat parafii Brzostowskiej pochodzi z 1454 roku, kiedy to w księgach kościelnych poczyniono zapis na temat wsi wchodzących w skład parafii Brzostowa. Z notatki mówiącej o wizytacji arcybiskupa gnieźnieńskiego 25 maja 1512 r. wiemy, że w skład parafii wchodzi: Grabówno, Grabionna, Morzewo, Dziembowo, Wysoka i Miasteczko. Jednak już w 1578 roku Brzostowo należało do parafii w Miasteczku Krajeńskim. Obecnie większość mieszkańców do katolicy należący do parafii pw. podwyższenia krzyża świętego.

### Protestantyzm
Po tym jak Peter Arndt został właścicielem Brzostowa i Miasteczka Krajeńskiego, chciał zaspokoić potrzeby ewangelickiej ludności. Miał zamiar wybudować kościół ewangelicki. Wcześniej istniała już parafia w Grabównie wybudowana przez hrabiego von der Goltz. Z tego powodu było wiele nieporozumień. Obaj właściciele zachęcali miejscową ludność do przechodzenia do swoich parafii. W 1794 roku konflikt rozstrzygnął minister Johann Christoph von Wöllner. Pozwolił ona rozwój parafii i wybudowanie kościoła, pod warunkiem nie wpływania na parafię w Grabównie i okoliczne wsie przez parafię Brzostowską. Został wybudowany w 1795 roku (poświęcony 5 listopada przez pastora Fredrich’a Wilhelma Kruska z Trzcianki). 6 sierpnia 1864 roku spłonął od uderzenia pioruna. Po tym wydarzeniu Ferdynand Rosenau nakazał budowę nowego kościoła w tym samym miejscu, ale z czerwonej cegły, który został poświęcony 25 czerwca 1873 roku przez generalnego superintedenta Crantz. Do kościoła chodzili wierni z: Arentowa, Byszewic, Wolska, Prawomyśla, Rzadkowa, Równopola, Kaczor, Krzewiny oraz Brzostowa. Podczas II wojny światowej armia niemiecka miała tam punkt obserwacyjny. Była to przyczyną ostrzału kościoła przez Armię Czerwoną. Na polecenie władz polityczno-administracyjnych ówczesnego województwa bydgoskiego i powiatu wyrzyskiego został rozebrany w 1972 r. Opuszczony teren, obsadzony szpalerem lip na powierzchni ok. 0,43 ha porosły liczne samosiewy.
Pastorem Miasteczka Krajeńskiego i Brzostowa w 1795 roku został August Ernst Boigt, urodzony w Halle. Wcześniej pracował jako rektor w Wałczu. W 1812 przeniósł się z parafii w Brzostowie do Łabiszyna. Na jego miejsce wszedł Henrich Fredrich Fush. Urodził się w 1783 r. w miejscowości Czarne(dawniej Hamersztyn), w powiecie człuchowskim. W 1835 roku pastorem parafii został kuratorem parafii. Zmarł 23 sierpnia 1860 r. Po nim pastorem był Paul Heinrich Erhard Kolbe, sprawujący opiekę nad kościołem w latach 1863–1873. Jego następcą został Gustav Adolf Hugo Hemmerling. Przybył z parafii nakielskiej, gdzie był diakonem. W 1883 wyjechał i objął parafię w Liebenau w Niemczech. W 1885 roku pastorem został Louis Herman Leopold Weckwarth. Jego następcą był Marcin Muschner. 23 stycznia 1920 r. pożegnał oddział wojska niemieckiego, które opuszczały Miasteczko Krajeńskie po ogłoszeniu traktatu wesalskiego. Ostatnim pastorem Brzostowa i Miasteczka był Adolf Kratsch. Urodził się 14 grudnia 1886 roku w Łodzi. W 1918 ukończył studia teologiczne i zaczął pracę diakona w parafii w Łodzi. W latach 1919–1926 był prezbiterem w Nowosolnej pod Łodzią, a w latach 1926–1931 w Rypinie. Od 1931 do końca 2 wojny światowej pracował w parafii w Brzostowie. Zmarł 4 marca 1945 roku.

## Statystyka

### Nieruchomości
W 2018 roku w Brzostowie oddano do użytku 6 mieszkań, więc na 1000 mieszkańców oddano do użytku 10,14 lokali. Jest to wartość większa niż wartość dla województwa wielkopolskiego oraz znacznie większa od średniej dla całej Polski. 100,0% mieszkań zostało przeznaczonych na cele indywidualne. Przeciętna liczba pokoi w nowo oddanych mieszkaniach we wsi Brzostowo to 5,50 i jest znacznie większa od przeciętnej liczby izb dla województwa wielkopolskiego oraz znacznie większa od przeciętnej liczby pokoi w całej Polsce. Przeciętna powierzchnia użytkowa nieruchomości oddanej do użytkowania w 2018 roku we wsi Brzostowo to 166,20 m² i jest znacznie większa od przeciętnej powierzchni użytkowej dla województwa wielkopolskiego oraz znacznie większa od przeciętnej powierzchni nieruchomości w całej Polsce.

### Przedsiębiorstwa
We wsi w roku 2019 w rejestrze REGON zarejestrowanych było 47 podmiotów gospodarki narodowej, w tym 36 stanowiło osoby fizyczne prowadzące działalność gospodarczą. W tym samym roku zarejestrowano 3 nowe podmioty, a 1 został wyrejestrowany. Na przestrzeni lat 2009–2017 najwięcej podmiotów zarejestrowano w roku 2017(7), a najmniej w roku 2015(2). Najwięcej podmiotów wykreślono z rejestru REGON w 2015 roku(5), a najmniej podmiotów wyrejestrowano natomiast w 2016 roku(0). Wśród podmiotów posiadających osobowość prawną we wsi Brzostowo najwięcej jest stanowiących spółki handlowe z ograniczoną odpowiedzialnością(1). Najwięcej jest mikro-przedsiębiorstw, zatrudniających 0 – 9 pracowników(43). 12,8% podmiotów jako rodzaj działalności deklarowało rolnictwo, leśnictwo, łowiectwo i rybactwo(6), jako przemysł i budownictwo swój rodzaj działalności Zadeklarowało 17,0% podmiotów(8), a 70,2% podmiotów w rejestrze zakwalifikowana jest jako pozostała działalność(33). Wśród osób fizycznych prowadzących działalność gospodarczą we wsi Brzostowo najczęściej deklarowanymi rodzajami przeważającej działalności są Handel hurtowy i detaliczny; naprawa pojazdów samochodowych 96.62% ludzi jest w wieku produkcyjnym oraz 48% w wieku nieprodukcyjnym(w tym 22,3% w wieku przedprodukcyjnym i 15,7% w wieku poprodukcyjnym).

## Sąsiednie miejscowości
- Miasteczko Krajeńskie
- Grabówno
- Wolsko
- Arentowo